# Еталон букового насадження (Косівський район)
Еталон букового насадження — ботанічна пам'ятка природи місцевого значення. Об'єкт розташований на території Косівського району Івано-Франківської області, Кутське лісництво, квартал 19, виділ 20.
Площа — 3,3000 га, статус отриманий у 1972 році.